# 拉梅尼亚讷
拉梅尼亚讷（法語：La Meignanne，法語發音：[la mɛɲan] ⓘ）是法国曼恩-卢瓦尔省的一个旧市镇，属于昂热区。2016年1月1日，拉梅尼亚讷和相邻的另外3个市镇合并为新市镇安茹地区隆格内（Longuenée-en-Anjou）。

## 地理
拉梅尼亚讷（47°31'10"N, 0°40'9"W）面积23.39 平方千米，位于法国卢瓦尔河地区大区曼恩-卢瓦尔省，该省份为法国西部内陆省份，大致对应安茹地区，北起顺时针与马耶讷省、萨尔特省、安德尔-卢瓦尔省、维埃纳省、德塞夫勒省、旺代省、大西洋卢瓦尔省和伊勒-维莱讷省接壤。
与拉梅尼亚讷接壤的市镇（或旧市镇、城区）包括：圣克莱芒-德拉普拉斯、拉芒布罗勒-叙隆格内、勒普莱西马塞、蒙特勒伊-瑞涅、阿夫里耶、博库泽、圣朗贝尔拉波特里。
拉梅尼亚讷的时区为UTC+01:00、UTC+02:00（夏令时）。

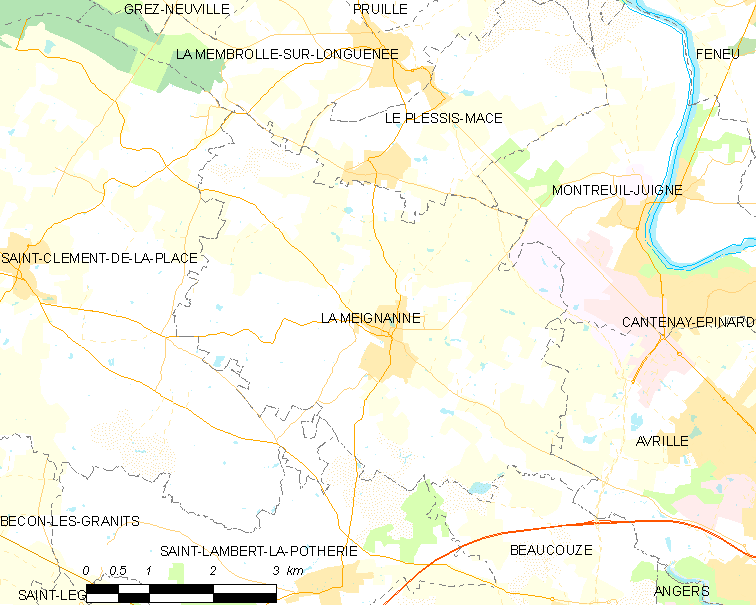
拉梅尼亚讷的OSM定位图

## 行政
拉梅尼亚讷的邮政编码为49770，INSEE市镇编码为49196。

## 政治
拉梅尼亚讷所属的省级选区为昂热第四县。

## 人口

1962-2008年间拉梅尼亚讷人口变化图示

拉梅尼亚讷于2018年1月1日时的人口数量为2261人。